# Jürg Obrist
Jürg Obrist (* 20. Dezember 1947 in Zürich) ist ein Schweizer Grafiker und Schriftsteller.

## Leben
Jürg Obrist absolvierte eine Ausbildung zum Retuscheur. Anschliessend liess er sich zum Fotografen an der Schule für Gestaltung in Zürich ausbilden. Ab 1976 arbeitete er in den Vereinigten Staaten und war mehrere Jahre in New York als Illustrator tätig. Zudem wirkte er als Autor und Illustrator an ersten Bilderbüchern für amerikanische Verlage mit. Nach seiner Rückkehr in die Schweiz liess er sich in Zürich nieder, wo er als freischaffender Illustrator und Schriftsteller lebt.
Jürg Obrists grafisches Werk besteht vorwiegend aus Illustrationen zu Bilderbüchern; daneben verfasst er erfolgreiche Bücher mit Kriminalgeschichten für Kinder.

## Werke
- They do things right in Albern, New York 1978
- Fluffy, New York 1981
- Heinrich, Zürich [u. a.] 1981 (zusammen mit Max Bolliger)
- Goldscheffel, Zürich [u. a.] 1983
- Die drei Männlein im Walde, Zürich 1985
- Bear business, New York 1986
- Die weiße Schlange, Zürich 1986
- Daumesdick, Zürich 1987
- Der Hase mit den himmelblauen Ohren, Zürich 1987 (zusammen mit Max Bolliger)
- Die drei Spinnerinnen, Zürich 1989
- Harold's runaway nose, New York 1989 (zusammen mit Harriet Sonnenschein)
- Der alte Sultan, Zürich 1991
- Das Bürle, Zürich 1991
- Harold's hideaway thumb, New York 1991 (zusammen mit Harriet Sonnenschein)
- Das Lumpengesindel, Zürich 1991
- Die vier kunstreichen Brüder, Zürich 1991
- Ein Seeräuber wie Balduin, Zürich 1992 (zusammen mit Claudia Gürtler)
- Hänsel und Gretel, Zürich 1993
- Ein Hund springt aus dem Mund, Zürich 1993 (zusammen mit Johannes Gruntz)
- Das Wasser des Lebens, Zürich 1994
- Sechse kommen durch die ganze Welt, Zürich 1995
- Valerie und König Teddy, Gossau, Zürich [u. a.] 1995 (zusammen mit Gabriele Kiefer)
- Die Aludose und die leisen Lieder, Zürich 1996 (zusammen mit Regine Schindler)
- Katze und Maus in Gesellschaft, Zürich 1996
- Vom klugen Schneiderlein, Zürich 1997
- Wichtel, Zürich 1997 (zusammen mit Max Bolliger)
- Nichts tun ist schwierig, Zürich 1998 (zusammen mit Jörg Schubiger)
- Rumpelstilzchen, Zürich 1998
- Die Bienenkönigin, Zürich 1999
- Hilfe! Help! Aiuto!, Zürich 1999 (zusammen mit Basil Schader)
- Klarer Fall?!, München 1999
- Alles klar?!, München 2000
- Die drei Glückskinder, Zürich 2000
- Kater Clemens, Aarau [u. a.] 2000 (zusammen mit Max Bolliger)
- Max und Molli – Großvater und der Honigdieb, Gossau, Zürich [u. a.] 2000
- Doktor Allwissend, Zürich 2001
- Klare Sache?!, München 2002
- Das Waldhaus, Zürich 2002
- Die Kristallkugel, Zürich 2003
- Jorinde und Joringel, Zürich 2004
- Daumerlings Wanderschaft, Zürich 2005
- Lauter klare Fälle?!, München 2005
- Verflixt, das Klasofon ist weg!, München 2005
- Ula-Paula! oder: Meine Insel, deine Insel, Neureichenau 2006 (zusammen mit Claudia Gürtler)
- Pepper greift ein, München 2007
- Ein Fall für Kommissar Maroni, München 2009
- Multidingsda-Bilderbuch, Zürich 2010 (zusammen mit Claudio Nodari und Sabina Wittwer)
- Das Zebra ist das Zebra, Zürich 2010 (zusammen mit Max Huwyler)
- Wer löst den Fall?, München 2012

## Illustrierte Werke
- Stephen Krensky: The perils of Putney, New York 1978
- Jane Yolen: The robot and Rebecca, New York 1980
- Max Bolliger: Ein Funke Hoffnung, Frauenfeld [u. a.] 1981
- Schmunzelgeschichten, Lenzburg 1983
- Rülpsen, Spucken, Nasebohren ..., Lenzburg 1984
- Frauke Nahrgang: Alligator Alfred, München 1995
- Vita Andersen: Coco, die Schokoladenkatze, Zürich 1999